# هاري فون أرنيم
هاري فون أرنيم (بالألمانية: Harry von Arnim)‏ (و. 1824 – 1881 م) هو دبلوماسي ألماني، توفي في نيس، عن عمر يناهز 57 عاماً.

## مناصب
تولى منصب سفير (9 يناير 1872–2 مارس 1874)
.

## روابط خارجية
- هاري فون أرنيم على موقع الموسوعة البريطانية (الإنجليزية)